# Eupatorium japonicum
Eupatorium japonicum là một loài thực vật có hoa trong họ Cúc. Loài này được Thunb. ex Murray mô tả khoa học đầu tiên năm 1784.
Là một trong bẩy loài hoa mùa thu của Nhật tên tiếng Nhật là 藤袴 nên gọi nôm na tiếng mình là hoa Hảo Đằng